# 스콧 필그림 vs. 더 월드: 더 게임
《스콧 필그림 vs. 더 월드: 더 게임》는 유비소프트가 제작한 진행형 격투 게임이다. 유비소프트 몬트리올과 유비소프트 청두가 개발했으며 2010년 8월 플레이스테이션 3과 엑스박스 360으로 처음 출시됐다. 브라이언 리 오말리의 만화 《스콧 필그림》을 원작으로 한 작품으로 같은 해에 개봉된 영화 《스콧 필그림》 (원제 《스콧 필그림 vs. 더 월드》)와 시기에 맞춰 발매됐다.
스콧 필그림과 친구들이 라모나의 전 남자친구 7명과 싸우게 되는 원작의 내용을 따라가며, 제작에 픽셀 원화가 폴 로버트슨과 레트로 음악가 아나마나구치가 참여했다. 추가 컨텐츠가 담긴 DLC가 두 차례 출시됐다.
2014년 12월에 디지털 플랫폼 플레이스테이션 네트워크와 엑스박스 라이브 아케이드에서 내려가 구매할 수 없게 됐다. 2020년에 유비소프트가 본편 및 DLC를 모두 포함한 완전판을 《스콧 필그림 vs. 더 월드: 더 게임 - 컴플리트 에디션》이라는 제목으로 마이크로소프트 윈도우, 플레이스테이션 4, 엑스박스 원 및 닌텐도 스위치로 재발매했다.

## 개발
《스콧 필그림 vs. 더 월드: 더 게임》은 유비소프트 몬트리올과 유비소프트 청두가 공동개발했다. 픽셀 아트풍의 게임 그래픽의 경우 유비소프트에 직접 이메일로 보내 개발에 참여한 폴 로버트슨이 담당했다.

## 평가
| 평론 점수 평론사 점수 PS3 엑스박스 360 디스트럭토이드 7.5/10 [ 7 ] N/A 에지 6/10 [ 8 ] N/A 유로게이머 7/10 [ 9 ] N/A 게임 인포머 9/10 [ 10 ] N/A 게임 레볼루션 B− [ 11 ] B− [ 11 ] 게임프로 [ 12 ] N/A 게임스팟 6.5/10 [ 13 ] 6.5/10 [ 14 ] 게임트레일러스 8.3/10 [ 15 ] N/A 게임존 7/10 [ 16 ] N/A IGN 8/10 [ 17 ] 8/10 [ 18 ] Joystiq [ 19 ] N/A OXM (US) N/A 8.5/10 [ 20 ] PSM 8/10 [ 21 ] N/A The A.V. Club B+ [ 22 ] N/A Metro 6/10 [ 23 ] N/A 통합 점수 메타크리틱 77/100 [ 24 ] 73/100 [ 25 ] |        |              |
| 평론 점수 |        |              |
| 평론사 | 점수   | 점수         |
| 평론사 | PS3    | 엑스박스 360 |
| 디스트럭토이드 | 7.5/10 | N/A          |
| 에지 | 6/10   | N/A          |
| 유로게이머 | 7/10   | N/A          |
| 게임 인포머 | 9/10   | N/A          |
| 게임 레볼루션 | B−     | B−           |
| 게임프로 | [ 12 ] | N/A          |
| 게임스팟 | 6.5/10 | 6.5/10       |
| 게임트레일러스 | 8.3/10 | N/A          |
| 게임존 | 7/10   | N/A          |
| IGN | 8/10   | 8/10         |
| Joystiq | [ 19 ] | N/A          |
| OXM (US) | N/A    | 8.5/10       |
| PSM | 8/10   | N/A          |
| The A.V. Club | B+     | N/A          |
| Metro | 6/10   | N/A          |
| 통합 점수 |        |              |
| 메타크리틱 | 77/100 | 73/100       |

## 참조
1. ↑  영어: Scott Pilgrim vs. the World: The Game
2. ↑  영어: Scott Pilgrim vs. the World: The Game - Complete Edition